# Asia-Pacific Economic Cooperation

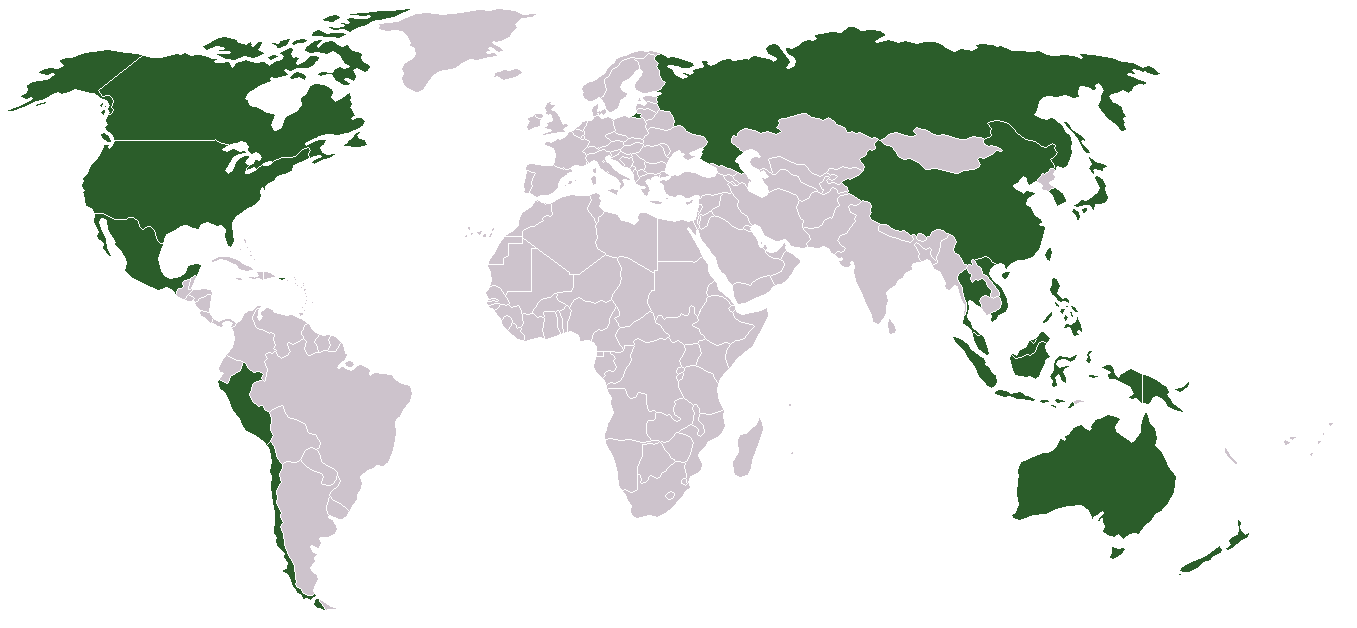
APEC:s medlemmar i grönt

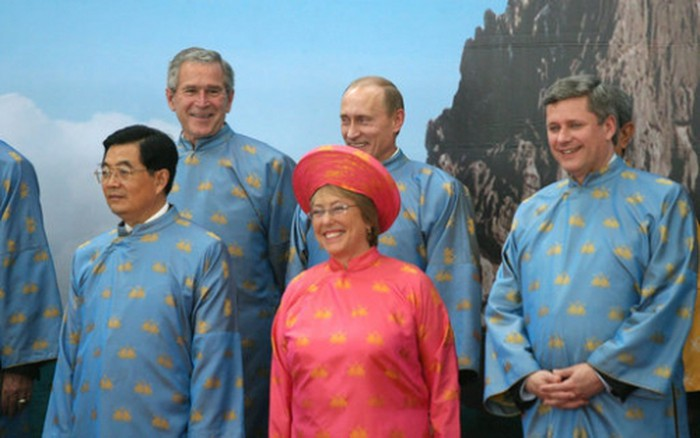
Främre raden från vänster: Kinas president Hu Jintao, Chiles president Michelle Bachelet och Kanadas premiärminister Stephen Harper, bakre raden från vänster: USA:s president George W. Bush och Rysslands president Vladimir Putin. Från ett toppmöte i Hanoi 2006.

Asia-Pacific Economic Cooperation (APEC), engelska för: Asien-Stillahavsregionens ekonomiska samarbete, är ett 1989 på initiativ från Australien skapat forum för 21 ekonomier i Stillahavsregionen. APEC, vars medlemmar representerar omkring sextio procent av den totala världsekonomin, används för att diskutera för medlemmarna relevanta frågor om ekonomi, handel och utvecklingsarbete. Ett årligt möte, APEC Economic Leaders Meeting, hålls med ledarna för de olika länderna (utom Taiwan som representeras av en person på ministernivå). Mellan dessa möten koordineras organisationen av ett sekretariat. Därutöver har APEC ett rådgivande organ vari representanter från medlemsländernas näringsliv ingår, den regionala organisationen har sitt huvudkontor i Singapore.

## Historik
I januari 1989 yrkade Australiens dåvarande premiärminister Bob Hawke på ett effektivare ekonomiskt samarbete mellan länderna kring Stilla havet. Detta ledde till det första APEC-mötet i Australiens huvudstad Canberra i november samma år, vilket leddes av Australiens utrikesminister Gareth Evans. Ledamöter från regeringar i 12 länder deltog och förband sig att mötas årligen med början i Singapore och därnäst i Sydkorea.
Länderna i ASEAN var från början motståndare till APEC, och föreslog istället organisationen East Asia Economic Caucus, vilken skulle utesluta länder som USA, Australien och Nya Zeeland. Detta förslag blev starkt kritiserat av Japan och USA.
APEC:s första toppmöte hölls 1993, när USA:s president Bill Clinton, efter att ha diskuterat med Australiens premiärminister Paul Keating, bjöd in regeringschefer från medlemsländerna till ett möte i Blake Island. Han trodde att det skulle få i gång de stagnerade handelsförhandlingarna i Uruguay-rundan (Uruguay Round). På mötet argumenterade ledarna för fortsatta reduktioner av handels- och investeringshinder, och talade visionärt om en gemenskap i Asien och Stillahavsregionen som skulle verka för välstånd genom samarbete. Ett sekretariat inrättades för att samordna organisationens förehavanden.
Under 1994 års möte i Bogor, antog APEC Bogor-målen (Bogor Goals) som föresatte att sänka tullavgifterna till under fem procent i Asien och Stillahavsregionen till 2010 för de industrialiserade länderna och 2020 för utvecklingsländerna. APEC inrättade 1995 ett rådgivande organ som fick namnet APEC Business Advisory Council (ABAC), och som bestod av tre personer inom näringslivet från varje medlemsland.

## Medlemsländer
APEC består idag av följande medlemsländer (inom organisationen vanligen benämnda medlemsekonomier). Årtalet bakom namnet anger vilket år landet anslöt sig.
| - Australien (1989) - Brunei (1989) - Kanada (1989) - Indonesien (1989) - Japan (1989) - Sydkorea (1989) - Malaysia (1989) - Filippinerna (1989) - Nya Zeeland (1989) - Singapore (1989) - Thailand (1989) - USA (1989) - Taiwan (1991) - Hongkong (1991) - Kina (1991) - Mexiko (1993) - Papua Nya Guinea (1993) - Chile (1994) - Peru (1998) - Ryssland (1998) - Vietnam (1998) |

Utöver dessa har Indien ansökt om medlemskap och officiellt intresse har också visats från bland annat Mongoliet, Laos, Colombia och Ecuador.

## Arbetsordning
Icke-bindande avtal utgör grunden för APEC:s handlande. Alla beslut fattas i konsensus. Man bestämde 1997 att inte anta några nya medlemmar under de närmaste 10 åren, först 2007 kunde ansökningar om medlemskap åter göras. Under denna tid skulle man konsolidera samarbetet. APEC har en relativt ringa budget; den uppgår till knappt 3,5 miljoner dollar per år, som medlemsländerna bidrar till. Enbart Japan investerar mer medel (tremiljoner–fyramiljoner dollar årligen) i organisationens särskilda liberaliseringsfond.
Mötena på APEC-nivå brukar alltid ske i närvaro av gäster och observatörer. Bland dessa finns företrädare för Association of South East Asian Nations (ASEAN), Pacific Economic Cooperation Council (PECC), Pacific Islands Forum (PIF) och andra intressenter i de offentliga och privata sektorerna. Därutöver hålls överläggningar bakom stängda dörrar, för att diskutera problemet Nordkorea.

## Toppmötenas utveckling
APEC:s toppmöte hölls 1997 i Vancouver. Dispyter uppstod efter att kanadensisk polis brukat pepparspray emot demonstranter. Demonstranterna protesterade mot närvaron av auktoritära regimer såsom den indonesiske presidenten Suharto.
På 2001 års möte i Shanghai verkade APEC-ledarna för en ny förhandlingsrunda om handel och de gav också sitt stöd till ett hjälpprogram för uppbyggnaden av handelskapacitet (på engelska trade capacity-building assistance), vilket ledde till det framgångsrika Doha Development Agenda några veckor senare. Ledarna undertecknade även Shanghai-fördraget, som, på USA:s initiativ, betonade införandet av fria marknader, genomförandet av strukturell omvandling och kapacitetsuppbyggnad (på engelska capacity building). Som en del av fördraget, förband sig ledarna att utveckla om genomföra APEC:s normer om transparens, minska transaktionskostnaderna för handeln i Stillahavsregionen med fem procent på fem år, och fullfölja frihandelslinjen avseende IT–varor och dito tjänster.
2003 stämplade gruppen Jemaah Islamiahs ledare Riduan Isamuddin att angripa APEC-mötet som skulle hållas i Bangkok i oktober. Isamuddin greps av thailändsk polis i staden Ayutthaya 11 augusti, innan han hade hunnit fullborda planeringen. Första gången ett APEC-möte hölls i Sydamerika var 2004 i Chile. Under det mötet koncentrerade man sig på ärenden rörande terrorism och handel, utveckling av små och medelstora företag samt att begrunda överenskommelserna om frihandel och regional handel.
På mötet 2005 i Busan, Sydkorea, fokuserade man på förhandlingarna i Världshandelsorganisationens Doha-runda, som ledde till Världshandelsorganisationens ministermöte i Hongkong i december det året. Några veckor dessförinnan hade flera av Världshandelsorganisationens medlemmar, bland andra USA och EU, hållit förhandlingar i Paris om handel med framför allt minska hindren för jordbruksprodukter. APEC:s ledare anmodade på mötet Europeiska unionen att minska bidragen till sina jordbruk. Stillsamma demonstrationer emot APEC förekom i Busan; dessa påverkade inte mötets genomförande.
Vid mötet som hölls 19 november 2006 i Hanoi efterlyste deltagarna nya förhandlingar om global frihandel och fördömde terrorism och andra hot emot säkerheten. Därtill kritiserade APEC Nordkorea för att ha genomfört kärnvapenprov, och uppmanade landet att avskaffa sina kärnvapen. Man diskuterade spridningen av kärnvapen i regionen jämte de ekonomiska ärendena. USA och Ryssland undertecknade en överenskommelse som ett led i Rysslands ansökan om medlemskap i Världshandelsorganisationen.
Det senaste APEC-mötet hölls i Sydney, där ländernas ledare möttes 2–9 september 2007. På det mötet kom man överens ett rekommenderat mål om att utnyttja 25 procent av energin mer effektivt 2030 jämfört med 2005, kopplat till ekonomisk utveckling.
För alla toppmöten genom organisationens historia är de följande:
| Avhållna tider | År hålls | Händelsedatum             | Värdland         | Värdstad            |
| -------------- | -------- | ------------------------- | ---------------- | ------------------- |
| -              | 1989     | 6–7 november              | Australien       | Canberra            |
| -              | 1990     | 29–31 juli                | Singapore        | Singapore           |
| -              | 1991     | 12–14 november            | Sydkorea         | Seoul               |
| -              | 1992     | 10–11 september           | Thailand         | Bangkok             |
| 1:a            | 1993     | 19–20 november            | USA              | Blake Island        |
| 2:a            | 1994     | 15–16 november            | Indonesien       | Bogor               |
| 3:a            | 1995     | 18–19 november            | Japan            | Osaka               |
| 4:a            | 1996     | 24–25 november            | Filippinerna     | Manila/Subic        |
| 5:a            | 1997     | 24–25 november            | Kanada           | Vancouver           |
| 6:a            | 1998     | 17–18 november            | Malaysia         | Kuala Lumpur        |
| 7:a            | 1999     | 12–13 september           | Nya Zeeland      | Auckland            |
| 8:a            | 2000     | 15–16 november            | Brunei           | Bandar Seri Begawan |
| 9:a            | 2001     | 20–21 oktober             | Kina             | Shanghai            |
| 10:a           | 2002     | 26–27 oktober             | Mexiko           | Los Cabos           |
| 11:a           | 2003     | 20–21 oktober             | Thailand         | Bangkok             |
| 12:a           | 2004     | 20–21 november            | Chile            | Santiago            |
| 13:a           | 2005     | 18–19 november            | Sydkorea         | Busan               |
| 14:a           | 2006     | 18–19 november            | Vietnam          | Hanoi               |
| 15:a           | 2007     | 8–9 september             | Australien       | Sydney              |
| 16:a           | 2008     | 22–23 november            | Peru             | Lima                |
| 17:a           | 2009     | 14–15 november            | Singapore        | Singapore           |
| 18:a           | 2010     | 13–14 november            | Japan            | Yokohama            |
| 19:a           | 2011     | 12–13 november            | USA              | Honolulu            |
| 20:a           | 2012     | 9–10 september            | Ryssland         | Vladivostok         |
| 21:a           | 2013     | 5–7 oktober               | Indonesien       | Bali                |
| 22:a           | 2014     | 10–11 november            | Kina             | Peking              |
| 23:a           | 2015     | 18–19 november            | Filippinerna     | Pasay               |
| 24:a           | 2016     | 19–20 november            | Peru             | Lima                |
| 25:a           | 2017     | 10–11 november            | Vietnam          | Da Nang             |
| 26:a           | 2018     | 17–18 november            | Papua Nya Guinea | Port Moresby        |
| -              | 2019     | 16–17 november (Inställd) | Chile            | Santiago            |
| 27:a           | 2020     | 20 november               | Malaysia         | Hålls digitalt      |
| 28:a           | 2021     | 12 november               | Nya Zeeland      | Hålls digitalt      |
| 29:a           | 2022     | 18–19 november            | Thailand         | Bangkok             |
| 30:a           | 2023     | 15–17 november            | USA              | San Francisco       |
| 31:a           | 2024     | 10–16 november            | Peru             | Cusco               |